# Citroën Typ 32

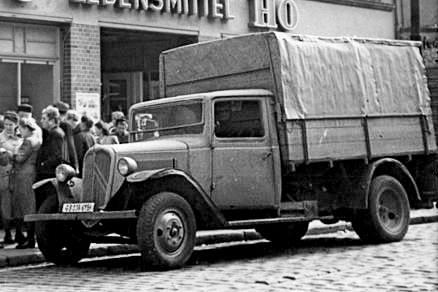
Citroën Typ 23

Der Citroën Typ 32 ist ein Nutzfahrzeug von Citroën und wurde 1934–1938 mit verschiedenen Aufbauten gefertigt.

## Beschreibung
Im Jahr 1934 ersetzte der Citroën Typ 32 den Citroën Typ 29. Die Karosserie war gleich und basierte weiter auf dem Citroën C6 (1928). Angetrieben wurde der Lkw oder Omnibus von einem Vierzylinder-Ottomotor mit 3053 cm³ der 56 PS (41 kW) leistete. Die maximale Nutzlast lag nun bei 4 Tonnen. Mit Omnibusaufbau konnten nun maximal 30 Personen befördert werden. Der Typ 32 wurde kriegsbedingt bis 1948 in nur 5648 Exemplaren gebaut und durch den Citroën Typ H ersetzt.